# Mer méditerranéenne
Ne doit pas être confondu avec mer Méditerranée.

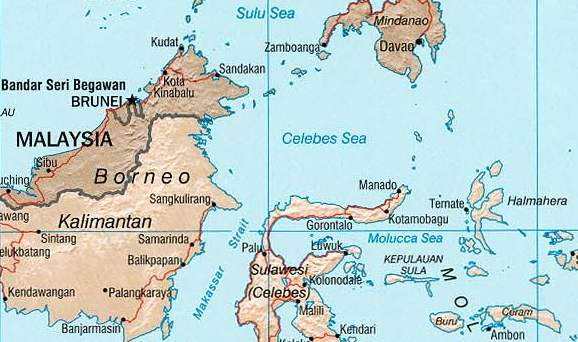
Mer de Célèbes ou mer de Sulawesi.

Une mer méditerranéenne, plus rarement, mer intramontagneuse ou, par le passé, mer méditerranée est une étendue d'eau salée où les échanges d'eaux profondes avec les océans sont limités. La circulation d'eau est dominée par les différences de salinité et de températures plutôt que par les vents, à l'inverse de ce qui se produit pour une mer épicontinentale, laquelle est généralement moins profonde et plus ouverte sur l'océan. Le prototype de ce type de mer est la mer Méditerranée. Les mers intérieures sont fréquemment des mers méditerranéennes, les mers totalement fermées sont simplement appelées mers fermées.

## Étymologie
Le terme de Méditerranée vient du latin mediterraneus qui veut dire « au milieu des terres » (medius pour milieu et terra pour terre).

## Caractéristiques
Leurs étendues relativement faibles empêchent les marées de s'y développer. Leurs faibles connexions avec les océans en font des mers à forte ou faible salinité suivant les apports d'eau douce et le taux d'évaporation de la mer. Si l'apport d'eau douce par les fleuves est moins important que l'évaporation, la salinité de la mer est plus importante que celle des océans, cas de la mer Méditerranée, sinon la salinité est plus faible, cas de la mer Baltique.

## Classification
On peut subdiviser les mers méditerranéennes en deux types, suivant qu'elles soient bordées par un ou plusieurs continents, les mers intracontinentales et les mers intercontinentales, l'exemple type de mer intracontinentale est la mer des Caraïbes, celui de mer intercontinentale est la mer Méditerranée.
Cette classification géographique diffère de celle géologique et géodynamique, basée sur la tectonique des plaques et l'évolution tectonique régionale. Ainsi, la mer Rouge est, elle, une zone en ouverture, et dont le fond est en voie d'océanisation, avec un volcanisme de rift. Et la mer des Caraïbes est une mer marginale, constituée, à l'est, d'un bassin arrière-arc (entre l'arc volcanique des Petites Antilles et la ride caraïbe), et pour la partie centrale à ouest (entre la ride caraïbe et l'isthme continental de l'Amérique centrale), du reste océanisé de la plaque caraïbe proprement dite (avec en soubassement, soit une croûte océanique de nature basaltique, mais richement couverte de sédiments).

## Principales mers méditerranéennes
Dans l'océan Atlantique ou le bordant, la plus connue est la mer Méditerranée ainsi que les mers la bordant, mer Noire, mer Égée, etc. L'océan Arctique est parfois considéré comme une mer intercontinentale, la mer Baltique étant intracontinentale.
Dans l'océan Indien, on trouve le golfe Persique et la mer Rouge.
À la limite de l'océan Pacifique et de l'océan Indien, les mers de Banda, de Sulu, du Japon, etc. peuvent être considérées comme des mers méditerranéennes intracontinentales d'un point de vue océanographique mais sont des mers marginales d'un point de vue géologique.
Certaines mers peuvent être classées à la fois comme mers intracontinentales et épicontinentales. La Manche en est un exemple : bordée par des masses continentales, elle recouvre une partie d'un plateau continental mais elle est bien connectée à l'océan Atlantique via la mer Celtique ce qui rend sa classification comme mer intracontinentale incertaine.

## Liste
- Mer Méditerranée
- Mer d'Alboran
- Mer des Baléares (ou mer Ibérique)
- Mer de Ligurie
- Mer Tyrrhénienne
- Mer Adriatique
- Mer Ionienne
- Mer de Crète
- Mer Égée
- Mer de Thrace
- Mer de Marmara
- Mer Noire
- Mer d'Azov
- Mer Baltique
- Mer Rouge
- Mer des Caraïbes, qui est aussi une mer marginale

NB: La plupart de ces mers peuvent être aussi qualifiées de mers intérieures.